# Émile van Ermengem
Émile Pierre-Marie van Ermengem (Lovaina, 15 de agosto de 1851 – Ixelles, 29 de setembro de 1932) foi um bacteriologista, microbiologista e professor universitário belga conhecido por ter, em 1895, isolado a bactéria Clostridium botulinum, causadora do botulismo, a partir de uma pedaço de presunto que havia contaminado 34 pessoas.

## Primeiros anos, educação e família
Émile van Ermengem nasceu na cidade de Lovaina, em Flandres, em 15 de agosto de 1851. Em 20 de setembro de 1875, recebeu seu doutorado em medicina pela Universidade Católica de Lovaina. Alguns anos depois, especializa-se em microbiologia em renomados institutos de Londres, Paris, Edimburgo e Viena. Iniciou sua carreira na Universidade Humboldt de Berlim, ao lado do alemão Robert Koch. Em 1886, publicou seu trabalho na publicação Neue Untersuchungen über die Cholera-Mikroben, editado por Richard Kukula.
Émile van Ermengem teve dois filhos, o escritor Franz Hellens e o crítico de arte François Maret.

## Carreira
Após realizar seus estudos em Berlim, tornou-se professor de "higiene e bacteriologia" da Faculdade de Medicina da Universidade de Gante. Em 1897, dois anos após isolar a bactéria B. botulinus, publicou seus feitos no periódico Zeitschrift für Hygiene und Infektionskrankheiten. No mesmo ano, tornou-se membro correspondente da Academia Real de Medicina da Bélgica, atuando como secretário da instituição entre 1919 e 1932.

## Descoberta daBacillus botulinus
Antes da descoberta da Bacillus botulinus, essa doença já era conhecida como botulismo. O nome botulinus deriva do latim medieval botulus, que significa "salsicha". A doença, associada a alguns tipos de carne suína e de peixe, já havia sido descrita no início do século XIX, pelo alemão Justinus Kerner. Nisso, após a descoberta desta bactéria anaeróbia por van Ermengem, provou-se que, ao contrário do que se pensava anteriormente, não era o alimento em si que apresentava toxicinas, mas sim o modo de preparo e armazenamento que permitia que as bactérias se proliferassem pela comida, causando doenças e mal-estar naqueles que a ingerissem.
Em 14 de dezembro de 1895, trinta e quatro pessoas, que participavam de um funeral, comiam presunto defumado em conserva no restaurante Le Rustic, na cidade belga de Ellezelles, então uma vila de 4 mil habitantes. Certo tempo depois, três dos músicos que performavam durante o funeral, acabaram morrendo e, dez outros, desenvolveram a forma grave da doença, descrevendo sintomas como problemas gastrointestinais, visão turva, dificuldades de fala e até paralisia. Pelo fato dos músicos que não consumiram a carne não terem percebido nenhum dos sintomas, foi iniciada uma investigação sobre a causa das mortes, com testemunhos dos sobreviventes e pesquisas sobre a origem da carne. Com isso, as autoridades da região nomearam van Ermengem como responsável de descobrir a causa, ao que Émile sugeriu que se isolasse partes da carne consumida e dos cadáveres infectados, descobrindo, então, a bactéria Bacillus botulinus, posteriormente renomeada Clostridium botulinum.

## Anos posteriores e morte
Depois de suas descobertas sobre a toxina botulínica em 1895–1896, foi solicitado para aconselhamento científico em seu país natal e no exterior. Ermengem recebeu vários prêmios na Bélgica e na Europa por seu trabalho durante sua vida. Émile morreu em Ixelles, na região de Bruxelas, em 29 de setembro de 1932, aos 81 anos.